# Trochosa lugubris
Trochosa lugubris är en spindelart som beskrevs av O. Pickard-Cambridge 1885. Trochosa lugubris ingår i släktet Trochosa och familjen vargspindlar. Inga underarter finns listade i Catalogue of Life.